# Alan Street
Pour les articles homonymes, voir Street (homonymie).
Alan Street (né le 17 avril 1982 à Bradford en Angleterre), est un patineur artistique britannique. Il a été champion de Grande-Bretagne en 2001.

## Biographie

### Carrière sportive
Alan Street a été une fois champion de Grande-Bretagne en 2001. Il a représenté son pays à quatre championnats du monde junior (1997, 1998, 2000, 2001) et une fois aux championnats d'Europe de janvier 2001 à Bratislava. Par contre, il n'a jamais pu patiner à une épreuve du Grand Prix ISU senior, aux championnats du monde senior et aux Jeux olympiques d'hiver.

## Palmarès
| Compétition                     | 1997 | 1998 | 1999 | 2000 | 2001 |  |  |  |  |  |  |  |  |  |
| Jeux olympiques d'hiver         |      |      |      |      |      |  |  |  |  |  |  |  |  |  |
| Championnats du monde           |      |      |      |      |      |  |  |  |  |  |  |  |  |  |
| Championnats d’Europe           |      |      |      |      | 28e  |  |  |  |  |  |  |  |  |  |
| Championnats de Grande-Bretagne |      |      | 4e   | 2e   | 1er  |  |  |  |  |  |  |  |  |  |
| Championnats du monde juniors   | 26e  | 13e  |      | 17e  | 6e   |  |  |  |  |  |  |  |  |  |
|                                 |      |      |      |      |      |  |  |  |  |  |  |  |  |  |